# Tollanci
Tollanci so ena najnaprednejših človeških civilizacij, na katere je v seriji Zvezdna vrata SG-1 naletela ekipa SG-1. Teorija ekipe SG-1 je predpostavila, da so Tollanci potomci antičnih civilizacij, katerih predniki so bili v preteklosti preseljeni na planet Tollan, kjer je razvoj znanosti in tehnologije potekal tudi v času, ko je na zemlji vladal mračni srednji vek, v času katerega je razvoj znanosti na Zemlji zastal. 
Zaradi tehnološke superiornosti (celo v primerjavi z Goa'uldi) se  Tollanci obnašajo vzvišeno in kulture z manj napredno tehnologijo obravnavajo kot primitivce. Poleg tega zaradi slabih izkušenj v preteklosti zavračajo vsako dajanje napredne tehnologije manj razvitim cvilizacijam, ki bi jo lahko zlorabile, zaradi česar so tudi pristaši bolj izoliranega načina življenja. Njihova tehnologija jim omogoča zasnovo naprednih orožij, ki pa služijo le za obrambo pred zunanjimi grožnjami. Tollanci sicer niso agresivni in se ne spuščajo v vojne.
Tollanci so sprva živeli na planetu Tollan. S svojo tehnologijo so želeli pomagati tehnološko manj razvitim prebivalcem sosednjega planeta. S tem so nehote povzročili katastrofo, saj so prebivalci sosednjega planeta podarjeno tehnologijo namesto za koristne namene uporabili kot orožje, kar je povzročilo uničenje njihovega planeta, planet Tollan pa je bil premaknjen iz svoje orbite, zaradi česar so se bili Tollanci prisiljeni preseliti na drug planet, kasneje poimenovan Tollana. Ravno zato je tudi prišlo do prepovedi izmenjave tehnologije manj naprednim kulturam. Majhno število Tollancev je ostalo na uničenem planetu, da bi zakopali zvezdna vrata, vendar so bili pri tem onesposobljeni; kasneje jih je našla ekipa SG-1. Ob prihodu v bazo je vojska takoj želela od njih dobiti uporabne informacije glede njihove tehnologije, vendar so ob pomoči ekipe SG-1 pobegnili na svoj nov planet, kar je pomenilo začetek dobrih odnosov.

Na novem planetu so Tollanci postavili veliko mesto, uspeli pa so zgraditi tudi svoja zvezdna vrata, ki jih planet ni imel. Za obrambo planeta so skrbeli napredni ionski topovi, ki so bili sposobni prodreti tudi skozi ščite Goa'uldskih ladij. Ti topovi so se Tollancem zdeli zelo uspešni, zato so se za obrambo zanašali le nanje, kar je ekipa SG-1 kljub njihovi napredni tehnologiji označila kot precej nepremišljeno strategijo.
Zanašanje na ionske topove kot edino obrambo pred vsiljivci se je izkazalo kot napačno šele, ko je na njihov planet prišel Goa'uld Tanith, ki je služil Anubisu, katerega ladje so bile odporne na ionske topove. Ker razen teh topov ni bilo druge obrambe, so bili Tollanci prepuščeni Anubisu na milost in nemilost. V zameno za ohranitev planeta je tollanska kurija, najvišji politični organ Tollancev, obljubila, da Anubisu podari napravo, s katero je možna hoja skozi stene in druge ovire. Anubis bi to napravo uporabil za prehod skozi poseben ščit, ki je vsiljivcem preprečil prehod skozi zvezdna vrata na Zemlji.  Ekipi SG-1 je uspelo Anubisovo namero pravočasno odkriti in z uničenjem obljubljenega orožja so rešili Zemljo pred Anubisovim napadom. Ta poteza pa je povzročila, da je Anubis iz jeze uničil Tollano in tako povzročil uničenje Tollancev. 